# Heaven Eleven
Heaven Eleven (ＨＥＡＶＥＮイレブン, ＨＥＡＶＥＮ irebun) est un shōnen manga d'Hideki Ōwada.
Au Japon, le manga a été prépublié dans le magazine Champion Red en 2003 avant d'être édité en 5 volumes par Akita Shoten. Il a ensuite été édité par Taifu Comics en français en 2005 et 2006.

## Synopsis
Saigō et Okubo sont deux amis d'enfance qui vivent la même passion pour le football. Tous deux sont en première année au lycée d'Hōzuki situé sur une petite île dans le Golfe de Setouchi. Lorsqu'ils découvrent que ce lycée ne possède pas de club de football, ils décident de le créer pour pouvoir exercer leur passion et disputer le tournoi national de football des lycées.
Mais pour cela, ils vont devoir convaincre un professeur de les aider, trouver neuf joueurs supplémentaires et faire face aux habitants de l'île réfractaires à l'idée que l'on joue à nouveau au football sur l'île.

## Personnages

### Équipe d'Hōzuki
Taihei Saigō (西郷太平, Saigō Taihei), poste : attaquant.
C'est un passionné de football pourtant il n'en connait pas les règles. Il a commencé ce sport un an auparavant, après avoir été sauvé par un footballeur qui lui a laissé un ballon signé « Pelé » (écrit en hiragana sur le ballon : ぺれ).
Akira Okubo (大久保晃, Okubo Akira), poste : milieu de terrain.
Il est l'ami de Saigō dont il partage la même passion pour le football.
Yūgo Samejima (鮫島悠吾, Samejima Yūgo), poste : gardien de but. Grand gardien de but très apprécié du public et n'ayant encaissé aucun but en 1000 minutes, il a arrêté le football mais accepte d'intégrer le club, sa passion pour ce sport étant loin d'être éteinte.
Yukie Tsubaki (椿ゆきえ, Tsubaki Yukie), poste : milieu de terrain. Elle est la manager de l'équipe et une fan du joueur de football anglais Bobby Charlton.
Saburō (三郎), Jirō (二郎) et Ichirō Tōyama (一郎 遠山), poste : défense.
Les frères Flat sont des triplés, leurs prénoms comportent respectivement les chiffres 1, 2 et 3. Sur le terrain, ils n'ont pas besoin de communiquer entre eux pour se comprendre.
Sūichi Mishima (三島秀一, Mishima Sūichi), poste : défense et capitaine de l'équipe.
Élève de terminale, il est le fils du « Lord of Hōzukito », homme très influent, et se destine à être médecin.
Hantarō Hattori (服部半太郎, Hattori Hantarō), poste : milieu de terrain.
Au lycée, il est surnommé « Hattori le minable » et répète sans arrêt qu'il n'est bon à rien. Ce n'est pas un bon joueur, il entre dans l'équipe grâce à Okubo qui était persuadé d'avoir à faire à un bon joueur, son physique athlétique le laissant penser.
Kengō Kobayashi (小林健吾, Kobayashi Kengō), poste : milieu de terrain.
Il intègre l'équipe par défaut sans être vraiment consentent. Il n'a jamais joué au football et est très malchanceux.
Koume Akigō (秋郷小梅, Akigō Koume), poste : milieu de terrain.
Intègre l'équipe à la suite d'une méprise, l'invitation étant au départ pour son frère, joueur de sepak takraw (sport proche du volley-ball qui se pratique avec les pieds). Elle ne connait rien au football.
Kōji Okamachi (岡町コージ, Okamachi Kōji), poste : attaquant. Au départ envoyé par Yashima pour régler le compte de Saigō qui l'a humilié et a détruit sa moto, il rejoint finalement l'équipe moyennant la somme de « 630 yens (TTC) le shoot », établissant ainsi le premier contrat professionnel d'un lycéen.

### Autres joueurs
Kuwata Jin, président du club de football du lycée de Minato Nishi, l'autre lycée de l'île.
Shōkichi Yashima, joueur du lycée d'Hanama. Il ne supporte pas que l'on prononce le nom de « Pelé » car il a suivi l'entrainement intensif de la fondation Pelé mais a été recalé et a fini par détester le football.
Mei Sakaki. Au départ, elle joue dans l'équipe d'Hanama. Son numéro de maillot est le 13 et elle est entourée de corbeaux. Elle porte malheur à quiconque s'approche d'elle. Saigō parvient à mettre fin à cette malédiction et Sakaki intègre alors Hōzuki.
Les frères Onikōbe. Attaquants de l'équipe de Kaiō, dernier adversaire de l'équipe d'Hōzuki pour se qualifier pour le championnat national. Ils ont suivi l'entrainement de la fondation Pelé et ont gagné tous leurs matchs grâce à un hat trick chacun.

### Autres personnages
Iwata Gengorō (岩田源五郎, Gengorō Iwata), professeur et ancien joueur (surnommé à l'époque « le roi des buteurs »), il a dû abandonner sa carrière de footballeur à cause d'une blessure, il devient l'entraineur de l'équipe d'Hōzuki. Il est le 54e grand prêtre du temple de Dōha.
Jūzaburō, proviseur du lycée d'Hōzuki et ancien joueur, il est responsable de la tragédie de Dōha survenue il y a 60 ans. Lors d'un match opposant les deux lycées, il a brisé la statuette protectrice de l'île en marquant un but, et ainsi déclencha l'éruption du volcan. Il perdit un œil lors de ce drame.
Emily Yoshikawa, journaliste de télévision qui commente le match au temple de Dōha. Elle aidera ensuite à comprendre le mystère qui entoure les ballons signés « Pelé ».
Jōhoru Haru, prêtresse du temple dont la mission est de défendre les habitants de l'île. Elle n'était pas assez forte pour empêcher la catastrophe qui a eu lieu il y a 60 ans.
Estevez, appelé « l'envoyé de Pelé », il est recruteur de la fondation Pelé au Brésil qui rassemble et forme les meilleurs joueurs dans le but de former une équipe du Japon imbattable.

## Volumes
- Volume 1, sorti en français en octobre 2005  (ISBN 9782351800058)
  - Kick 1 : Football
  - Kick 2 : Un duel aux tirs au but
  - Kick 3 : Flat 3
  - Kick 4 : La tragédie de Dōha
  - Kick 5 : Des souvenirs abominables
  - Kick 6 : Il faut être onze

- Volume 2, sorti en français en décembre 2005  (ISBN 9782351800164)
  - Kick 7 : Il faut investir le Temple de Dōha
  - Kick 8 : Kick off !!
  - Kick 9 : Une mi-temps pour la victoire
  - Kick 10 : Une arme secrète
  - Kick 11 : Le shoot meurtrier
  - Kick 12 : Le dieu du football

- Volume 3, sorti en français en février 2006  (ISBN 9782351800294)
  - Kick 13 : L'homme qui venait d'Hamana
  - Kick 14 : De l'argent pour les braves
  - Kick 15 : Un entraînement d'enfer
  - Kick 16 : Requiem pour les héros
  - Kick 17 : Niraikanai
  - Kick 18 : Le mystère de la puissance divine

- Volume 4, sorti en français en avril 2006  (ISBN 9782351800409)
  - Kick 19 : Les qualifications régionales commencent !!
  - Kick 20 : Duel au soleil
  - Kick 21 : Ballon Pelé contre ballon Pelé
  - Kick 22 : Le 12e joueur
  - Kick 23 : Le Jocker
  - Kick 24 : Renversement de situation inespéré

- Volume 5, sorti en français en juin 2006  (ISBN 9782351800515)
  - Kick 25 : L'envoyé de Pelé
  - Kick 26 : L'homme qui fut renié par dieu
  - Kick 27 : Les frères Onikōbe
  - Kick 28 : Dites-moi que ce n'est pas vrai...
  - Kick 29 : Le coup de sifflet final n'a pas encore retenti
  - Kick 30 : La vie à pleines dents !
  - Last kick : Un nouveau départ

## Autour du manga
La tragédie de Dōha renvoie aux qualifications pour la Coupe du monde de football de 1994. Le 28 octobre 1993, dans ce match contre l'Irak, il suffisait à l'équipe japonaise de marquer un but de plus que l'Irak pour se qualifier. Menée 2-1 à la 90e minute, l'équipe irakienne revint au score de 2-2 dans les toutes dernières secondes du match, éliminant ainsi l'équipe japonaise. C'est également par cet évènement que Yoichi Takahashi commence son manga Captain Tsubasa - World Youth.
Dans le manga, il est fait référence à d'autres mangas ou à des personnalités. Ainsi :
- Le « Club Shocker » est une référence aux méchants de la série Kamen Rider[1].
- Saigō cite une allocution abrégée du catcheur japonais Antonio Inoki : « La route à suivre [abrégée] 1, 2, 3 ! »[1].
- Saigō compare Okubo à un newtype, référence à Mobile Suit Zeta Gundam[1].
- Enfant, Saigō a fabriqué un takecopter pour voler comme le personnage de Doraemon[1].
- Lorsque Saigō comprend qu'il existe plusieurs ballons « Pelé », il pense alors qu'il faut en réunir 7 pour faire apparaître le grand dragon, référence aux 7 boules de cristal dans Dragon Ball de Akira Toriyama[2].
- Sur l'île de Zigoku, l'équipe doit, pour manger, shooter dans des pancartes sur lesquelles sont inscrits différents repas. Il s'agit d'une référence au jeu télévisé japonais Kinniku Banzuke (en)[2].